# Eggard van Kyren
Eggard van Kyren, född i Norge, död mellan 1350–1351, var en svensk riddare.

## Biografi
Eggard van Kyren föddes i Norge. Han var son till riddaren Lyder van Kyren och Bengta. van Kyren nämns 1343 som riddare och avled mellan 1350–1351.

### Egendom
van Kyren hade Eggardsnäs sätesgård i Halla socken som sätesgård, som var uppkallat efter honom.

### Familj
van Kyren var 22 augusti 1344 gift med Katarina Ulfsdotter (Ulvåsaätten) (död 1381), dotter till lagmannen Ulf Gudmarsson (Ulvåsaätten) och Birgitta Birgersdotter (Finstaätten).